# Coppa del mondo per club FIFA 2010
La coppa del mondo per club FIFA 2010 (in arabo: كأس العالم لنادي الفيفا 2010, kas alealam linadi alfifa 2010; in inglese: FIFA Club World Cup UAE 2010 presented by Toyota) è stata la settima edizione di questo torneo di calcio per squadre maschili di club organizzato dalla FIFA. Si tratta della sesta edizione da quando ha sostituito la Coppa Intercontinentale. Si è svolta per il secondo anno consecutivo negli Emirati Arabi Uniti, dall'8 al 18 dicembre 2010. Come pallone ufficiale della competizione è stato utilizzato Adidas Speedcell.
La vittoria è andata alla squadra italiana dell'Inter che ha sconfitto in finale con il punteggio di tre a zero i congolesi del TP Mazembe, la prima compagine non europea e non sudamericana ad accedere all'atto conclusivo di tale competizione. Per i nerazzurri si tratta della prima vittoria, anche se l'Inter aveva già vinto due edizioni della Coppa Intercontinentale, nel 1964 e nel 1965.

## Formula
La formula del torneo è la stessa dall'edizione del 2008. Partecipano le sei vincitrici delle rispettive competizioni continentali, più la squadra campione nazionale del paese ospitante. Se una squadra del paese ospitante vince il proprio trofeo continentale, al posto dei campioni nazionali partecipa la finalista della competizione internazionale, visto il divieto di partecipazione per più squadre dello stesso paese.
I campioni nazionali del paese organizzatore devono sfidare i rappresentanti dell'Oceania in un turno preliminare, la cui vincente si aggrega alle detentrici dei titoli di Africa, Asia e Centro-Nord America. Le vincenti di questi scontri sfidano in semifinale le vincitrici della UEFA Champions League e della Coppa Libertadores. Oltre la finale per il titolo si disputano gli incontri per il terzo e il quinto posto.

## Stadi
| Abu Dhabi | Abu Dhabi           | Abu Dhabi                 |
| Abu Dhabi | Stadio Sheikh Zayed | Stadio Mohammed Bin Zayed |
| --------- | ------------------- | ------------------------- |
| Abu Dhabi | Capienza: 49.500    | Capienza: 42.056          |
| Abu Dhabi |                     |                           |

## Squadre partecipanti
| Squadra         | Data di qualificazione | Confederazione | Qualificata in quanto                                  | Partecipazioni       |
| --------------- | ---------------------- | -------------- | ------------------------------------------------------ | -------------------- |
| Pachuca         | 28 aprile 2010         | CONCACAF       | Campione CONCACAF Champions League 2009-2010           | 3ª (Ultima nel 2008) |
| Hekari United   | 2 maggio 2010          | OFC            | Campione OFC Champions League 2009-2010                | 1ª                   |
| Al-Wahda        | 7 maggio 2010          | AFC            | Campione nazionale 2009-2010 degli Emirati Arabi Uniti | 1ª                   |
| Inter           | 22 maggio 2010         | UEFA           | Campione UEFA Champions League 2009-2010               | 1ª                   |
| Internacional   | 18 agosto 2010         | CONMEBOL       | Campione Coppa Libertadores 2010                       | 2ª (Ultima nel 2006) |
| S. Ilhwa Chunma | 13 novembre 2010       | AFC            | Campione AFC Champions League 2010                     | 1ª                   |
| TP Mazembe      | 13 novembre 2010       | CAF            | Campione CAF Champions League 2010                     | 2ª (Ultima nel 2009) |

## Arbitri
La FIFA ha selezionato un arbitro per ogni confederazione, più uno di riserva.
AFC
- Yūichi Nishimura
- Benjamin Williams (riserva)

CAF
- Daniel Bennett

CONCACAF
- Roberto Moreno Salazar

CONMEBOL
- Víctor Carrillo

OFC
- Michael Hester

UEFA
- Björn Kuipers

## Risultati

### Tabellone
|  | Primo turno   | Primo turno                  |                              |            | Secondo turno | Secondo turno |                             |                             | Semifinali | Semifinali |  |  | Finale | Finale |
|  |               |                              |                              |            |               |               |                             |                             |            |            |  |  |        |        |
|  | Al-Wahda      | 3                            |                              |            |               |               |                             |                             |            |            |  |  |        |        |
|  | Al-Wahda      | 3                            |                              |            |               |               |                             |                             |            |            |  |  |        |        |
|  | Hekari United | 0                            |                              |            | Al-Wahda      | 1             |                             |                             |            |            |  |  |        |        |
|  | Hekari United | 0                            |                              |            | Al-Wahda      | 1             |                             |                             |            |            |  |  |        |        |
|  |               |                              |                              |            | Seongnam      | 4             |                             |                             |            |            |  |  |        |        |
|  | Seongnam      | 0                            |                              |            | Seongnam      | 4             |                             |                             |            |            |  |  |        |        |
|  | Seongnam      | 0                            |                              |            |               |               |                             |                             |            |            |  |  |        |        |
|  |               |                              | Inter                        | 3          |               |               |                             |                             |            |            |  |  |        |        |
|  |               |                              | Inter                        | 3          |               |               |                             |                             |            |            |  |  |        |        |
|  |               |                              |                              |            |               |               |                             |                             |            |            |  |  |        |        |
|  |               |                              |                              |            |               |               |                             |                             |            |            |  |  |        |        |
|  | Inter         | 3                            |                              |            |               |               |                             |                             |            |            |  |  |        |        |
|  | Inter         | 3                            |                              |            |               |               |                             |                             |            |            |  |  |        |        |
|  |               | TP Mazembe                   | 0                            |            |               |               |                             |                             |            |            |  |  |        |        |
|  |               |                              | 0                            | TP Mazembe | 1             |               |                             |                             |            |            |  |  |        |        |
|  |               |                              |                              |            |               |               |                             |                             |            |            |  |  |        |        |
|  |               | Pachuca                      | 0                            |            |               |               |                             |                             |            |            |  |  |        |        |
|  | TP Mazembe    | Pachuca                      | 0                            | 2          |               |               |                             |                             |            |            |  |  |        |        |
|  | TP Mazembe    | Incontro per il quinto posto | Incontro per il quinto posto | 2          |               |               | Incontro per il terzo posto | Incontro per il terzo posto |            |            |  |  |        |        |
|  |               | Incontro per il quinto posto | Incontro per il quinto posto |            | Internacional | 0             | Incontro per il terzo posto | Incontro per il terzo posto |            |            |  |  |        |        |
|  | Pachuca       | 2 (4)                        | Internacional                | 4          | Internacional | 0             |                             |                             |            |            |  |  |        |        |
|  | Pachuca       | 2 (4)                        | Internacional                | 4          |               |               |                             |                             |            |            |  |  |        |        |
|  | Al-Wahda      | 2 (2)                        | Seongnam                     | 2          |               |               |                             |                             |            |            |  |  |        |        |
|  | Al-Wahda      | 2 (2)                        | Seongnam                     | 2          |               |               |                             |                             |            |            |  |  |        |        |
|  |               |                              |                              |            |               |               |                             |                             |            |            |  |  |        |        |

### Play-off per i quarti di finale
| Arbitro: | Daniel Bennett |

|                               |           |  |
| Hugo 40’ Baiano 44’ Jumaa 71’ | Marcatori |  |

### Quarti di finale
| Arbitro: | Yūichi Nishimura |

|          |           |  |
| Bedi 21’ | Marcatori |  |

| Arbitro: | Víctor Carrillo |

|            |           |                                           |
| Baiano 27’ | Marcatori | 4’ Molina 30’ Ognenovski 71’ Choi 81’ Cho |

### Semifinali
| Arbitro: | Björn Kuipers |

|                            |           |  |
| Kabangu 53’ Kaluyituka 86’ | Marcatori |  |

| Arbitro: | Roberto Moreno Salazar |

|  |           |                                     |
|  | Marcatori | 3’ Stanković 32’ Zanetti 73’ Milito |

### Incontro per il quinto posto
| Arbitro: | Daniel Bennett |

|                                    |                      |                         |
| Cvitanich 82’ 89’                  | Marcatori            | 44’ Matar 77’ Khamees   |
| Cvitanich López Muñoz Mustafá Luna | Tiri di rigore 4 – 2 | Hugo Saeed Jumaa Diarra |

### Incontro per il terzo posto
| Arbitro: | Michael Hester |

|                                               |           |                  |
| Tinga 15’ Alecsandro 27’ 71’ D'Alessandro 52’ | Marcatori | 84’ 90+3’ Molina |

### Finale
| Arbitro: | Yūichi Nishimura |

|  |           |                                   |
|  | Marcatori | 13’ Pandev 17’ Eto'o 85’ Biabiany |

## Classifica finale
| Pos. | Squadra         | Confederazione |
| ---- | --------------- | -------------- |
| 1    | Inter           | UEFA           |
| 2    | TP Mazembe      | CAF            |
| 3    | Internacional   | CONMEBOL       |
| 4    | S. Ilhwa Chunma | AFC            |
| 5    | Pachuca         | CONCACAF       |
| 6    | Al-Wahda        | AFC            |
| 7    | Hekari United   | OFC            |

## Classifica marcatori
| Gol |  |  | Giocatore           | Squadra       |
| --- |  |  | ------------------- | ------------- |
| 3   |  |  | Mauricio Molina     | Seongnam      |
| 2   |  |  | Alecsandro          | Internacional |
| 2   |  |  | Darío Cvitanich     | Pachuca       |
| 2   |  |  | Fernando Baiano     | Al-Wahda      |
| 1   |  |  | Diego Milito        | Inter         |
| 1   |  |  | Cho Dong-Keon       | Seongnam      |
| 1   |  |  | Dejan Stanković     | Inter         |
| 1   |  |  | Andrés D'Alessandro | Internacional |
| 1   |  |  | Goran Pandev        | Inter         |
| 1   |  |  | Samuel Eto'o        | Inter         |
| 1   |  |  | Milota Kabangu      | TP Mazembe    |
| 1   |  |  | Hugo                | Al-Wahda      |
| 1   |  |  | Mahmoud Khamees     | Al-Wahda      |
| 1   |  |  | Jonathan Biabiany   | Inter         |
| 1   |  |  | Abdulrahim Jumaa    | Al-Wahda      |
| 1   |  |  | Tinga               | Internacional |
| 1   |  |  | Javier Zanetti      | Inter         |
| 1   |  |  | Saša Ognenovski     | Seongnam      |
| 1   |  |  | Choi Sung-Kuk       | Seongnam      |
| 1   |  |  | Ismail Matar        | Al-Wahda      |
| 1   |  |  | Dioko Kaluyituka    | TP Mazembe    |
| 1   |  |  | Mbenza Bedi         | TP Mazembe    |